# Beechcraft Baron
Pour les articles homonymes, voir Baron.
Le Beechcraft Baron est un avion léger bimoteur de grand tourisme et d'affaire. Il s'agit en fait d'une famille d'avions d'une capacité de quatre à six personnes développé par Beechcraft pour succéder au Twin Bonanza et dérivant directement du Travel Air dans sa première version. Cet appareil jouit d’une longévité exceptionnelle puisqu’en 2010 on a célébré 50 ans de production ininterrompue. Aux 3 714 Model 55 produits entre 1960 et 1969, dont 65 T-42A Cochise pour l’US Army, sont venus s’ajouter depuis 1969 plus de 2 200 Model 58, dotés d’un nouveau fuselage. Cette version était toujours en production en 2010 et a servi pour le transport de touristes.

## Beechcraft Model 55 Baron
Le 29 février 1960 prenait l’air à Wichita un nouveau bimoteur de la famille Travel Air. La voilure et le train d’atterrissage étaient inchangés, tout comme l’avant du fuselage, mais l’empennage se distinguait par des surfaces en flèche. La différence principale tenait dans la motorisation, le nouvel avion recevant des moteurs 6 cylindres à plat Continental IO-470L de 260 ch entrainant des hélices McCauley 2AF36C39 à variation automatique de pas. Quatre réservoirs de voilure permettaient d’emporter 424 litres de carburant. L’appareil reçut sa certification le 3 novembre 1960 par extension de la certification 3A16 attribuée au Model 95 Travel Air.
- Beechcraft 95-55 Baron : Premier modèle de série, aménagé pour 4 ou 5 passagers, pilote compris. Cet appareil recevait une instrumentation pour le vol sans visibilité et en option pouvait être équipé pour la radionavigation. 190 exemplaires (c/n TC-1/190)[2] furent construits en 1960 et 1961.

- Beechcraft 95-A55 Baron : Version certifiée le 9 octobre 1961. Les moteurs restaient les mêmes mais un aménagement pour six personnes était proposé en option[3] et le train d’atterrissage pouvait être sorti à une vitesse de 280 km/h (volets à 15°). 187 exemplaires furent construits en 1962 et 122 en 1963 (TC-191/349, TC-351/370 et TC-372/501))[2], plus 15 cellules livrées sans moteur à la SFERMA.

- Beechcraft 95-B55 Baron : Certifié le 9 septembre 1963 et commercialisé à partir de 1964, ce nouveau modèle se distinguait extérieurement par un allongement du fuselage à l’avant accroissant sensiblement la capacité de la soute à bagages. La masse autorisée au décollage gagnait 55 kg et de nouvelles hélices bipales Beechcraft amélioraient le taux de montée. 1 956 exemplaires furent construits jusqu’en 1982 (TC-371 et TC-502/2456)[2], dont cinq furent transformés en T-42 (TC-1393/1396 et TC-1402 changés en TF-66/70).
  - 95-B55A Baron : À partir du s/n TC-1157 la vitesse maximale de sortie du train d’atterrissage était relevée de 16 km/h.
  - 95-B55B Baron : En février 1965 l’US Army annonça avoir retenu le Baron B55 comme bimoteur d’instruction pour le vol aux instruments. 65 exemplaires furent donc commandés sous l’appellation T-42 Cochise au titre des années fiscales 1965 et 1966 (T-42 sérials 65-12679/12733, c/n TF-1/55 et T-42A serials 66-4300/4309, c/n TF-56/65). 5 exemplaires supplémentaires (serial 71-21053/21057, c/n TF-66/70) ont été pris en compte en 1971 pour relivraison à la Turquie au titre de l’assistance militaire[4].

- Beechcraft 95-C55 Baron : En août 1965 apparut cette nouvelle version du Baron, au fuselage allongé de 47 cm, équipé de moteurs Continental IO-520C de 285 ch qui caractériseront les derniers modèles du Baron 55. Parmi les autres modifications apportées un pare-brise d’une seule pièce, un stabilisateur agrandi et une légère refonte de l’intérieur. 450 exemplaires furent produits en 1966 et 1967 (c/n TC-350, TE-1/49 et TE-51/451)[2].

- Beechcraft D55 Baron : En 1968 sortirent les derniers Model 95 Travel Air et le Baron changea de désignation et d’équipement de conditionnement d’air de la cabine. 316 exemplaires construits (S/n TE-452/767)[2] en 1968 et 1969.

- Beechcraft E55 Baron : Dernière évolution du Model 55, qui ne se distinguait du précédent que par des modifications de détail. Certifié le 12 novembre 1969, il fut produit à 428 exemplaires jusqu’en 1981 (c/n TE-768/1195)[2].

## Beechcraft Model 56 Turbo Baron
- Beechcraft 56TC Turbo Baron : Le 25 mai 1966 Robert ‘Bob’ Hagan décolle pour la première fois le Beech Model 56 TC Turbo Baron, un ⁴⁄₅ places équipé de deux moteurs turbocompressés Lycoming TIO-541-E1B4 de 380 ch entrainant des tripales Hartzell à vitesse constante. Ce modèle disposait de réservoirs d’une capacité de 536 litres et, en option, de réservoirs supplémentaires portant la capacité de carburant à 673 litres et d’un dégivrage de la voilure, de l’empennage et de l’hélice. La certification a été obtenue le 19 mai 1967 et 82 Baron 56TC (c/n TG-2/83)[2] furent livrés entre septembre 1967 et 1969.

- Beechcraft A56TC Turbo Baron : Apparu en 1970, ce modèle qui ne se distinguait que par une capacité des réservoirs portée à 784 litres, ne fut produit qu’à 11 exemplaires en 1970/1971 (c/n TG-84/94)[2].

## Beechcraft Model 58 Baron
Nouvelle génération de bimoteurs 6 places, dont le premier vol fut enregistré le 23 juin 1969 aux mains de R.R.Stone, combinant le fuselage du monomoteur Bonanza dans sa version de 1968 (Model 36) et la voilure du E55 avec ses moteurs Continental IO-520C de 285 ch. La section avant du fuselage était donc allongée de 25 cm, offrant une cabine plus spacieuse et autorisant l’installation d’une porte à droite, évitant aux passagers d’avoir à monter sur l’aile. Si la position du longeron principal n'était pas modifiée, il fallut avancer la position de la jambe de train avant. Enfin la capacité des réservoirs était portée à 514 litres et 628 litres en option, les nacelles moteur redessinées et une quatrième vitre fit son apparition sur le côté du fuselage.
- Beechcraft 58 Baron : Certifié le 19 novembre 1969, le Model 58 connut immédiatement le succès, 98 exemplaires étant délivrés en moins d’un an et plus de 700 au 1er mai 1976[5]. À partir de 1976 Beechcraft proposa des saumons de voilure traitées en réservoirs supplémentaires, permettant d’ajouter 108 litres de carburant et en 1984 l’appareil fut à nouveau modifié sans changement de désignation : double porte à droite facilitant le chargement de fret volumineux, nouveau dessin des nacelles moteur, nouvelle casserole d’hélice.... 2 124 exemplaires (c/n TH-1/2124)[2] ont été construits jusqu’en 2005. La production du Model 58 s’est donc prolongée bien au-delà de celle des Model 58P et 58TC, d’autant qu’en 2006 il a été remplacé sur les chaines de production par une version améliorée, le Model G58 Baron.

- Beechcraft 58P Baron : Modèle pressurisé dont le développement fut lancé en juin 1972. Le premier exemplaire effectua son premier vol le 16 août 1973 avec des Continental TSIO-520-LB1C de 310 ch et un système rétablissant à 5 500 m une pression de cabine correspondant à 2 440 m. Aménagé en version standard avec 6 sièges, ce modèle voyait la double porte cargo passer à gauche. À partir de 1976 des saumons de voilure ‘’humides’’ permirent d’ajouter 92 litres de carburant. La commercialisation débuta en 1974, le premier avion de série prit l’air fin 1974[5] et la certification à la norme FAR Part 23 fut délivrée début 1975. En 1977 les moteurs furent remplacés par des Continental TSIO-520-WB de 325 ch, le système de pressurisation amélioré (Maintien jusqu’à 2 454 m de la pression au niveau de la mer et rétablissement à 6 400 m d’une pression équivalente à 2 805 m) (AJ Pelletier p. 153) et diverses améliorations introduites pour faciliter le travail du pilote.

Assemblé à l’usine Beechcraft de Salina, Kansas, le Baron 58P fut livré à partir de 1975. 21 avaient été livrés au 1er janvier 1976, 469 au 1er janvier 1985. La production a cessé quelques mois plus tard, après la sortie de 495 appareils (c/n TJ-3/497), dont 24 (c/n TJ-169/192) furent modifiés par Beechcraft pour décoller à la masse maximale de 2 815 kg avec des moteurs TSIO-520-LB1CWB1 de 325 ch à la place des 310 ch d’origine. RAM Aircraft Corp, de Waco, au Texas, a par la suite proposé le montage de TSIOL-520-WB de 325 ch.
- Beechcraft 58TC Baron : C’est en juin 1974 que débuta le développement d’une nouvelle version turbocompressée du Model 58P. La construction d’un appareil de présérie fut lancé en février 1975, le premier vol enregistré le 31 octobre 1975 et la certification confirmée le 23 janvier 1976. Équipé de moteurs TSIO-520 de 310 ch, le nouveau Baron se distinguait par une gestion simplifiée du carburant et diverses améliorations étudiées pour le model 58P. En 1978 les moteurs furent également remplacés par des TSIO 520 de 325 ch. 151 exemplaires ont été construits (c/n TK-1/151)[2], dont sept (c/n TK-85/91) ont été modifiés par Beechcraft pour décoller à la masse maximale de 2 815 kg avec des moteurs TSIO-520-LB1CWB1 de 325 ch[6]. Comme pour le Model 58P, RAM Aircraft Corp a par la suite proposé le montage de TSIOL-520-WB de 325 ch.

- Beechcraft G58 Baron : Certifié le 2 décembre 2005 avec deux moteurs Continental IO-550C, un fuselage à nouveau allongé, doté d’un intérieur complètement redessiné, cet appareil voit la capacité de ses réservoirs portée à 735 litres et surtout il est équipé en série d’une avionique Garmin G1000. En 2010 une série spéciale a été lancée pour marquer le 50e anniversaire du Baron[7].

## Conversions
- Colemill President 600 : Colemill Enterprises Inc, de Nashville, TN, propose de remotoriser les Baron A55 et B55 avec des moteurs Continental IO-520-E, des hélices tripales Hartzell et divers équipements associés.
- Colemill President II : Conversion similaire à la précédente avec des moteurs Continental IO-550-E.
- Colemill Foxstar Baron : Cette conversion propose le remplacement des moteurs sur les Model C55, D55, E55 et 58 par des Continental IO-550-C de 300 ch entrainant des hélices quadripales Hartzell Sabre Blade, l’installation d’un système informatisé de gestion du carburant et le montage de winglets[8]. Les appareils ainsi modifiés ont une vitesse de pointe de 380 km/h en régime continu et un taux de montée de 9,35 m/s. Cette modification est couverte par le Supplemental Type Certificate SA1762SO.
- Galaxy 400 : Le groupe dirigé par l’astronaute Gordon Cooper a remotorisé le Model 58P avec des turbines Allison 250-B17F/1 de 450 ch entrainant des hélices tripales Hartzell de 2 mètres de diamètre. Un STC a été obtenu mais le groupe Galaxy Aerospace a depuis abandonné le programme.

## Beechcraft-SFERMA Marquis

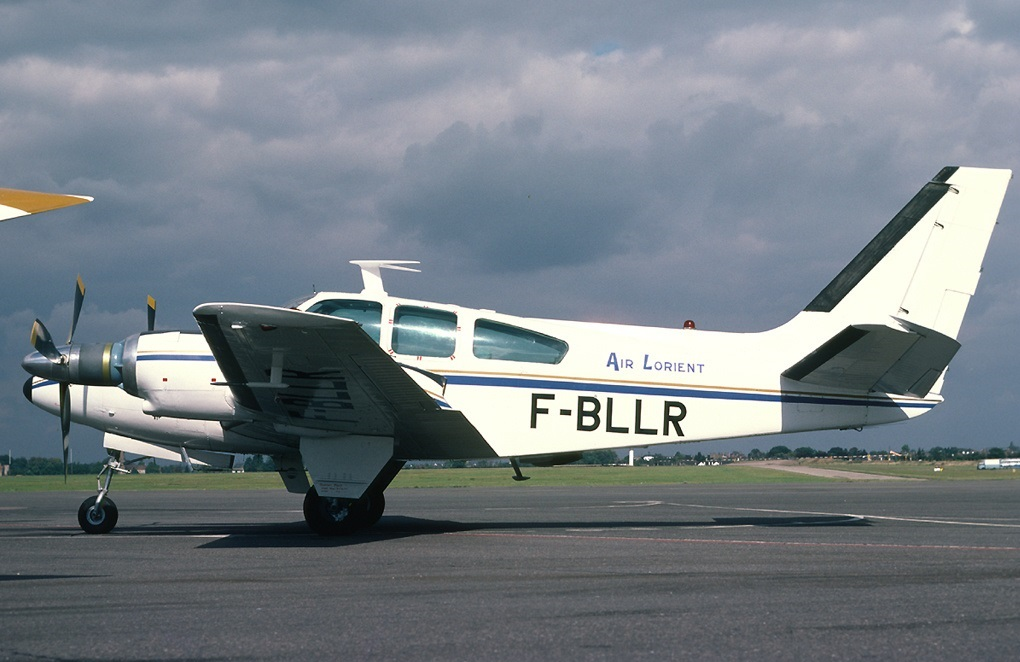
SFERMA 60A Marquis

Fin 1960 SFERMA modifia le PD-146 Turbo Travel Air en lui adaptant un empennage en flèche similaire à celui du Baron, en cours de développement. L'appareil fut rebaptisé Marquis et après expérimentation SFERMA décida d'importer 15 cellules de Baron et les assembler avec des turbines à hélice Turbomeca Astazou II de 530 ch. Beechcraft commanda trois exemplaires. Le Marquis fut certifié le 29 juin 1962 en France et le premier exemplaire livré à Travelair GmbH, agent de Beechcraft en Allemagne, le 10 juillet suivant, la certification FAA intervenant le 11 février 1963. Le 21 février 1964 le Beech SFERMA Marquis no 2 (F-BJSI), remotorisé avec des Astazou X de 600 ch, porta à 502,12 km/h le record international de vitesse en circuit fermé sur 1 000 km, sous-classe C-1-d (Groupe 2) sur le circuit Istres-Cazaux-Istres, piloté par Maurice Oppeneau et Jacques Boisbeau. Le 19 juin suivant le même équipage couvrait 2 000 km à la vitesse record de 446,92 km/h. L'année suivante, le même appareil, piloté cette fois par Pierre Bonneau, assisté de M. Duberger, améliorait les records de vitesse en circuit fermé sur 2 000 km (501,42 km/h) et 1 000 km (524,01 km/h) les 13 et 14 mai, puis porte ceux de vitesse en circuit fermé de 100 et 500 km à 521,50 et 522,68 km/h respectivement le 5 décembre.
Malgré des performances remarquables, 18 appareils seulement furent construits (la 19e cellule restera inachevée), l'absence de pressurisation et l'accès difficile à la cabine handicapant fortement l'appareil. À partir de la cellule no 9 les Astazou IID furent remplacés par des IIJ, l'appareil devenant Beech SFERMA 60A Marquis.

## Dans la culture
- 1999 : Belle-maman de Gabriel Aghion - Baron immatriculé F-BPIS

## Utilisateurs
- Algérie : l’armée de l’air algérienne a utilisé un C55 de 1982 à 1996.
- Allemagne : Lufthansa a acheté 18 Model 58 pour assurer la formation des pilotes de ligne allemands.
- Argentine : l’Armée Argentine a utilisé deux Model 55 en 1989/1990.
- Bolivie : un Model B55 et un Model 58 ont été mis en service par la Fuerza Aérea à partir de 1994, le premier étant toujours en compte à l’Escadron de transport 310 en 2010.
- Brésil : un Model 95-C55 a été livré en 1966 à la Forca Aerea Brasileira en 1966. Elle l’a cédé à l’armée à 1994.
- Chili : après avoir pris en compte deux Model 55 en 1968, la Fuerza Aérea a utilisé un Model 56TC (FAC471, c/n TG-61) qui a été ensuite cédé à la Direction de l’Aviation Civile (A-2). De son côté l’Armée chilienne a disposé d’un Model 58 entre 1995 et 2004.
- Colombie : 2 Model 55 mis en service par la Fuerza Aérea en 1979 étaient toujours en service en 2004.
- Corée du Sud : 2 C55 ont été livrés en 1971 aux autorités sud-coréennes sans que l’on connaisse précisément l’utilisation faite de ces appareils.
- Espagne :
  - Armée de l'air : Sept T-42A ont été cédés en 1972 par l’US Army à l’Armée de l'air espagnole, qui a ensuite acheté 12 Model 95-B55. Ces 19 appareils (E.20-1/19) furent utilisés brièvement par l’escadron 912 avant d’être versés à l’Escadron 744 (École multimoteur). En 1986 six E.20 étaient toujours en service à l’Escadron 423 et en 1999 cinq, reversés à l’Escadron 421. Ils ont depuis tous été retirés.
  - SENASA : Cet organisme privé qui assure la formation à la navigation et à la sécurité aérienne a acheté en 1991 quatre Baron B55 qui sont utilisés pour des missions de recherche et de sauvetage en mer depuis la base d'Almeria[10].
- États-Unis :
  - US Army : L’US Army Aviation a reçu ses cinq premiers T-42A Cochise le 2 septembre 1965, ces appareils étant destinés à l’entrainement au vol aux instruments dans son école de Fort Rucker, en Alabama. 65 appareils ont été livrés, transférés par la suite aux unités de l’Army National Guard. Sept exemplaires ont été cédés à l’Espagne en 1972, d'autres à la Turquie. L’US Army Aviation Museum conserve à Fort Rucker le 65-12697.
  - FAA : Huit Model 58 ont été commandés pour le programme de perfectionnement au pilotage des inspecteurs de la FAA.
  - US Forest Service : 18 Model 58 ont été livrés le 17 juin 1982 au département américain de l’Agriculture. Ils sont utilisés pour la recherche des feux de forêt et le guidage des bombardiers à eau[5], ainsi que diverses missions logistiques et administratives. Un Model 58TC c’est ajouté à cette flotte en 1990, tous ces appareils étant toujours en service en 2003[11].
  - AirNet Express (en) : Spécialisée dans le transport de petits colis, cette compagnie de Columbus, dans l'Ohio, exploitait une flotte de 41 Model 58 en 2010[10].
  - Flight Express, Inc. (en) : Cette compagnie de transport à la demande d’Orlando, en Floride, spécialisée dans le transport de petits colis, exploitait en 2010 une flotte de 3 E55 Baron et 24 Baron 58 achetés au début des années 1970[10].
- France : L'École Nationale de l'Aviation Civile exploite 15 Model 58.
- Gabon : 3 Model 58 ont été livrés au Centre Multinational de Formation de l’Aviation Civile de M’Vengue.
- Royaume-Uni : Le College of Air Training de Hamble, à Southampton, a acheté en 1967 douze Model 95-C55 pour la formation ds pilotes de ligne britanniques[4].
- Guatemala : Il semble que les réservistes de la FAG aient utilisé un ou deux Baron jusqu’en 1993.
- Haïti : Le Corps d’Aviation a reçu un Model 58 (1251, c/n TH-531) en 1975.
- Honduras : Un 95-B55 a été utilisé par la Fuerza Aerea Hondurena de 1994 à 1998.
- Indonésie : 4 Model 58 ont été livrés à l’académie de l’aviation civile, à Java.
- Japon : 6 Model 95-B55 ont été livrés aux services de l’aviation civile japonais et 3 Model 58 pour l’école de formation du Japan Airlines. All Nippon Airways a également acheté des Model 58.
- Lesotho : Un Model 58 sous immatriculation civile (7P-AAH, c/n TJ-277, ex N6725D) a été mis en service en juin 1980 par la section aérienne de la Police. Il a disparu en 1988 des registres.
- Maroc : L’École Nationale des Pilotes de Ligne a utilisé des Baron 55 pour la formation multimoteur.
- Mexique : Un Baron B55 confisqué à des trafiquants de drogue a été utilisé par le 4° Escadron Aéronaval (ME-051) de NAS La Paz entre 1981 et 1995. En 1976 l’école d’aviation navale a mis en service 14 B55, dont trois ont été cédés au début des années 1980 au 6° escadron aéronaval de Tapachula Apt. En 2001 la Marine mexicaine disposait encore de trois Model 58, rapidement remplacés.
- Pakistan : Un Model B55 (TC-1887, c/n TC-1887) a été utilisé par la 41e escadrille de l'armée de l'air à partir de 1966.
- Panama : Un Model 95-55 mis en service par la Fuerza Aérea Panamena en 1979.
- Paraguay : La Fuerza Aérea et l’Armée ont reçu chacune un Baron en 1989. Le premier a éré retiré en 1991, le second était toujours en service en 2010.
- République centrafricaine : Un Model 58 a été utilisé par la Force Aérienne avec une immatriculation civile (TL-EBP, c/n TH-903) de 1983 à 1994 pour l’escadrille gouvernementale.
- Rhodésie : Un 95-C55 a été en service de 1967 à 1976.
- Togo : Deux Model 58 (5V-MCA, c/n TH.1486 et 5V-MCB, c/n TH.1494) ont été mis en service par l’Armée de l’air en juillet 1986 et retirés le 31 octobre 1991, remplacés par des King Air 200.
- Turquie : Trente cinq T-42A ont été livrés à la Turquie en 1971, dont cinq appareils neufs (71-21053/21057), le solde provenant des surplus de l’US Army. 20 exemplaires ont été versés à l’armée de l’air, qui les a retiré en 1986, les autres transférés à l’Armée, qui les utilisait toujours en 2004.
- Uruguay : Deux Baron 58 ont été livrés à la Fuerza Aérea en 1998. Ils étaient toujours utilisés par l’École Militaire d’Aéronautique en 2010.
- Venezuela : Le détachement aérien de la Garde Nationale a reçu un Model B55 (GN-7428) en 1980, retiré en 1998. La Marine semble avoir également utilisé un ou deux appareils jusqu’en 1997.
- Zimbabwe : Un Model 95-C55 (7310, c/n TE-234) a été utilisé puis revendu sur le marché civil.